# Wyniszczenie
Wyniszczenie (kacheksja, z gr. kakòs zły; héxis stan), przestarzale charłactwo (łac. marasmus, inanitio) – znaczny spadek masy ciała wskutek utraty tkanki tłuszczowej, tkanki mięśniowej oraz zwiększonego katabolizmu białek z powodu choroby podstawowej.
Wyniszczenie w chorobie nowotworowej zwane jest zespołem kacheksja-anoreksja i charakteryzuje się zespołem zmian. Kacheksja fizycznie osłabia pacjentów do stanu bezruchu związanego z utratą apetytu, astenią i niedokrwistością, odpowiedź na standardowe leczenie choroby podstawowej jest zwykle słaba
- kacheksja – ubytek masy ciała -5% w ciągu 3 miesięcy bez względu na leczenie przeciwnowotworowe
- anoreksja – jadłowstręt, zaburzenia łaknienia, zmiana smaku, nasycanie się małymi ilościami pokarmów.

## Etiologia
- Zespół Sheehana
- Zwężenie przełyku, które utrudnia dostanie się pokarmu do żołądka;
- Choroby przewodu żołądkowo-jelitowego, którym towarzyszą objawy upośledzenia trawienia i wchłaniania pokarmu, między innymi przewlekłe zapalenie jelit, celiakia - wlew, stan po resekcji żołądka itp.;
- Anoreksja psychogenna;
- Długotrwałe stosowanie środków psychostymulujących
- Amyloidoza
- Mieszana choroba tkanki łącznej
- Długotrwałe zatrucie w przewlekłych chorobach zakaźnych (bruceloza, gruźlica itp.) I procesach ropnych (ropnie, zapalenie kości i szpiku);
- Pęcherzyca akantolityczna;
- Ciężka niewydolność serca;
- Nowotwory złośliwe (w szczególności onkologiczne, kacheksja nowotworowa);
- Zaburzenia metaboliczne i energetyczne w chorobach endokrynologicznych, zwłaszcza z Panhypopituitarism (niewydolność podwzgórzowo-przysadkowa);
- Niewydolność nadnerczy;
- Niewydolność tarczycy;
- Zespół nabytego niedoboru odporności[4]
- Głód
- Cukrzyca
- Zaburzenia psychiczne (anorexia nervosa, depresja endogenna, schizofrenia, nerwica)

## Objawy
Główne cechy wyniszczenia (kacheksji) obejmują stopniowe wyczerpywanie masy mięśniowej i tłuszczowej, zmniejszone przyjmowanie pokarmu, nieprawidłowy metabolizm węglowodanów, białka i tłuszczu, obniżoną jakość życia i zwiększone upośledzenie fizyczne. Występują również zmiany troficzne włosów i paznokci, może rozwinąć się zapalenie jamy ustnej, charakterystyczne jest silne zaparcie.
U pacjentów zmniejsza się aktywność seksualna, u kobiet może wystąpić brak miesiączki, ponieważ zmniejsza się objętość krwi pacjenta.
Często zmniejsza się filtracja kłębuszkowa w nerkach. Objawia się hipoproteinemia, hipoalbuminemia, a także niedokrwistość żelaza lub niedokrwistość z niedoborem В12.
W przypadku kacheksji często obserwuje się zaburzenia psychiczne. Na początku jego rozwoju pojawia się astenia, w którym występuje drażliwa słabość, płaczliwość i depresyjny nastrój. Wraz z rozwojem kacheksji i astenii składnik adynamiczny zaczyna objawiać się w większym stopniu. Z zaostrzeniami choroby podstawowej, która spowodowała kacheksję, często może wystąpić zamieszanie w postaci splątania, zawroty głowy, ciężkie lub szczątkowe formy majaczenia, które są zastępowane stanami lękowymi, apatycznym otępieniem, zespołem pseudoparaliżującym. Pomimo korzystnego wyniku choroby podstawowej powodującej kacheksję, zawsze występuje przedłużona astenia. W wielu przypadkach łączy się to z objawami zespołu psychoorganicznego o różnej intensywności.

## Epidemiologia
Szacuje się, że kacheksja spowodowana jakąkolwiek chorobą ma wpływ na ponad 5 milionów ludzi w Stanach Zjednoczonych. Brakuje dokładnych danych epidemiologicznych dotyczących częstości kacheksji ze względu na zmieniające się kryteria diagnostyczne i niedostateczną identyfikację osób z tym zaburzeniem. Rozpowszechnienie kacheksji rośnie i szacuje się na około 1% populacji. Częstość występowania jest mniejsza w Azji, ale ze względu na większą populację stanowi podobne obciążenie. Kacheksja jest także poważnym problemem w Ameryce Południowej i Afryce.   

## Leczenie
Leczenie pacjentów z kacheksją jest ukierunkowane przede wszystkim na chorobę podstawową, ale koniecznie obejmuje niezbędne środki w celu przywrócenia odżywiania pacjentów, a także dokładną ogólną opiekę nad nimi. Białka i tłuszcze, witaminy są koniecznie zawarte w diecie, podczas gdy wskazane jest stosowanie produktów łatwo przyswajalnych. W przypadku objawów zaburzeń trawienia i wchłaniania pokarmu przepisywane są preparaty wieloenzymatyczne, takie jak pankreatyna itp. W celu usunięcia pacjentów z wyniszczenia z poważnego stanu, pozajelitowo podaje się glukozę, elektrolity, witaminy, hydrolizaty białkowe. Zgodnie ze wskazaniami stosuje się sterydy anaboliczne. W przypadku anoreksji psychogennej leczenie jest przepisywane i wykonywane przez psychiatrę; można stosować wzmacniacze apetytu.